# Vénetos
Los vénetos fueron un pueblo indoeuropeo que se estableció en el nordeste de Italia tras la mitad del II milenio a. C., y desarrolló una civilización a lo largo del milenio siguiente. Se puede establecer una relación entre el pueblo y una cultura veneciana, algo único entre los pueblos del norte de Italia; es decir, que a los antiguos vénetos se les puede atribuir una cultura material y artística en su territorio, Venetia. Estos elementos culturales se desarrollaron durante todo el I milenio a. C., aunque con el tiempo estuvieron sujetos a una serie de influencias externas. El registro arqueológico es particularmente rico en lo que respecta a esta población y a su identidad.
Los vénetos se establecieron inicialmente en la zona entre el lago de Garda y las Colinas Euganeas; más tarde se expandieron hasta ocupar un territorio más o menos coincidente con el actual Véneto, aunque es necesario considerar que la línea de la costa del Mar Adriático estaba más atrasada que la de hoy. De acuerdo a los descubrimientos arqueológicos, que también coinciden con las informaciones de fuentes escritas, el límite occidental de su territorio corría a lo largo del Lago de Garda; el límite sur seguía una línea que partía del río Tártaro, continuaba por el Po, y llegaba hasta Adria, a través del ramal extinto del Po de Adria; y la frontera oriental llegaba hasta el Tagliamento.
Más allá de ese último río se habían establecido los ilirios, aunque hasta el Isonzo, la presencia véneta era tan fuerte que se podía hablar de una población venetoilírica. En cambio, las fronteras del norte eran menos definidas y homogéneas. En cualquier caso, el territorio véneto subía por los ríos Adige, Brenta y el Piave hacia los Alpes, que formaban una frontera natural. La presencia véneta en los Alpes ha dejado registro especialmente en las Dolomitas de Cadore, en Lagole.

## Etnónimo
Los vénetos eran llamados Veneti en latín y Enetoi (Ἐνετοί) en griego antiguo. En las fuentes clásicas se encuentran referencias a "vénetos" localizados en lugares muy distantes entre sí. Para Estrabón, el nombre latino es venetus y en griego romanizado, henetikós, que significa «entre los griegos». Heródoto señaló a los enetas entre las tribus ilíricas; César escribió haber subyugado a los "vénetos" de Armórica, el único pueblo de la Galia que dominaba el arte de la construcción de barcos; Tácito y Plinio el Viejo localizaron a los "Venedi" en el curso del río Vístula confinando con los bastarnos, los fínicos , y los sármatas, mientras que Claudio Ptolomeo llamaba Venedicus sinus al Golfo de Gdańsk. Pomponius Mela mencionó el lago de Constanza como el Venetus lacus; y, por último, Plinio el Viejo mencionó a los "venetulani" como un pueblo desaparecido del Lacio.
Todos estos pueblos y accidentes geográficos se ubicaban en lugares dispares de Europa. La frecuencia de este etnónimo en zonas tan distantes la una de la otra través de una relación histórica y lingüística entre los diferentes pueblos que lo han utilizado, sino más bien como una misma derivación lingüística, que se repite varias veces de forma independiente, a partir de la misma raíz indoeuropea *wen ("amor"). Los "vénetos" (*wenetoi), por lo tanto, serían los "amados", o quizás los "amables" o "amigables".

## Historia
La historia de los vénetos se puede dividir en dos etapas: la antigua, que va desde los orígenes hasta el siglo V a. C.  , en donde es más evidente la originalidad cultural véneta; y una más reciente, que va hasta el siglo I a. C., en la que vivieron, en primer lugar, la influencia de los celtas, y posteriormente, una lenta asimilación romana.
En el periodo más antiguo, tuvieron relaciones culturales con la civilización villanoviana, con Grecia y el Oriente, y posteriormente también con los Etruscos. En el período más reciente, en cambio, los vénetos entraron en contacto principalmente, con los galos, que se encontraban a Occidente: los cenómanos (con los que se aliaron, igual que con los romanos). Por otra parte, al sur, se encontraban los boyos, con los que a menudo estaban en guerra; al noreste, los carnos, y al este y al sureste, tuvieron contacto fundamentalmente con las poblaciones ilíricas. Además, dentro del Véneto hubo algunos asentamientos galos, aunque de mínimo tamaño y probablemente no siempre de tipo pacífico. La influencia cultural celta se convirtió se fue haciendo cada vez más importante, y la cultura véneta fue mutando y adaptándose. También se mantuvo la importante relación con las poblaciones balcánicas del otro lado del Adriático como los ilirios, hasta tal punto de que los historiadores griegos confundían ambos pueblos con facilidad. Los ilirios fueron considerados parientes cercanos de los vénetos hasta principios del siglo XX. Más tarde el contacto con la civilización romana se hizo decisivo, especialmente por las reiteradas alianzas que unieron a venecianos y romanos y a la hipótesis tradicional de relación entre venecianos y latinos. La cultura veneciana se fue asimilando a la romana, ya a final de la época republicana, aunque, presumiblemente, algunas particularidades vénetas permanecieron hasta el final de la edad imperial en las zonas marginales.
En la edad de Bronce entre 1350 y 1150 a. C. los pueblos terramarícolas de las bajas llanuras del Véneto entraron en vastos circuitos comerciales que involucraron las costas del Báltico, el área del Danubio y los Cárpatos, el Egeo y el Mediterráneo oriental. En la llanura del Véneto meridional, entre el 1150 y el 900.C., surgió el gran centro preurbano de Frattesina, una encrucijada de comercio entre el Báltico, los Alpes Orientales y Chipre, con un sistema socioeconómico fuertemente jerárquico. A continuación, se desarrolló Villamarzana, y, posteriormente, Montagnana.  En el transcurso del [siglo X a. C. crecieron también Treviso, Oderzo y Concordia.
En la edad de Hierro, alrededor del 800 a. C., fueron abandonados algunos de los grandes centros del Véneto meridional. Paralelamente, se fundaron Este y Padua. Entre el 800 y el 600.C. los centros hegemónicos fueron dominados por poderosos grupos de la aristocracia. Surgieron las primeras grandes necrópolis en los límites de las ciudades. A mediados de la Edad del Hierro, entre el 600 a. C. y el 400 a. C., las poderosas ciudades-estado vénetas tenían territorios bien definidos; en cambio, las zonas montañosas y de colina estaban organizadas en distritos de tipo cantonal. Las ciudades-estado de la llanura tenían sistemas de carreteras ortogonales similares a los de la Etruria padana. Este tenía importantes relaciones con el mundo etrusco; Padova con el mar, y la frontera nordeste.
En Altino, en la laguna de Venecia, en Adria y Espina, los vénetos encontraron comerciantes etruscos y griegos. Una flota espartana que dirigía Cleónimo atacó a los paduanos en el302 a. C. Consiguieron rechazarlos pero sufrieron graves pérdidas. A finales de la Edad del Hierro, entre el 400 y 200 a. C., las poblaciones celtas invadieron la Italia septentrional y parte de la costa adriática. Los vénetos, aliados de los Romanos, participaron en el a. C. en la batalla de Clastidium contra los insubres, los boyos y los gesatos, una tribu gala. Tras ello, se dio una entrada pacífica del mundo veneciano en la órbita política y cultural de Roma.

### El origen

#### Mito en la historiografía romana
De acuerdo a la historiografía romana, los vénetos eran una población procedente de Paflagonia, una región de Asia Menor, junto al Mar Negro. Fueron expulsados de allí, y por ello participaron en la Guerra de Troya, donde el anciano sabio Antenor, le rogó a los troyanos que devolvieran Helena a los Griegos. En Troya murió Pilemene, el comandante de los enetas (el nombre griego de los vénetos), quienes quedándose sin patria y sin guía, se dirigieron a Antenor. Después de diversas vicisitudes, Antenor les llevó junto a la costa occidental del Mar Adriático septentrional. Aquí, la población expulsó a los euganeos, una población local que se refugió en los valles alpinos, y de la que no quedan registros relevantes.
En la narración de Virgilio, Antenor es presentado como uno de los fundadores de Padua. También señala una relación entre los vénetos y Diomedes, el héroe divinizado, que fundó, además de Espina, el importante puerto de Adria, que, a pesar de tener orígenes vénetos, es más conocido como emporio griego, centro etrusco y, finalmente, galo. Plinio el Viejo hizo la siguiente afirmación sobre los vénetos, refiriéndose a lo que había escrito Catón:

Venetos troiana stirpe ortos auctor est Cato
Catón asegura que los vénetos descienden de la estirpe troyana.

Estrabón, en cambio, defendió una hipótesis distinta, en la que los vénetos eran una población celta: esto se debía a que él tenía conocimiento de la existencia de una población que lleva el mismo nombre: los vénetos de Armórica (la actual Bretaña).

#### Hipótesis de las zonas pantanosas
Si la hipótesis que ve en los vénetos una población de Europa del este, divididas y dispersa después de una gran diáspora, es bastante realista, no lo es en absoluto la ubicación de su patria en un área de cultura griega, ni tampoco la narración de un movimiento migratorio a través del mar.
Durante mucho tiempo, la historiografía moderna ha aceptado la hipótesis, inspirado en Heródoto, de una filiación ilíria de los vénetos, que habrían sido la rama más occidental de ese conjunto de poblaciones indoeuropeas. En sus Historias, el historiador griego, habla de los  Ἐνετοί como una parte del pueblo ilírico asentada junto al Adriático.  La tesis de la pertenencia de los vénetos al grupo ilírico, impulsada principalmente por Carl Pauli a finales del siglo XIX, siguió siendo ampliamente compartida, incluso cuando, en la primera mitad del siglo XX, Vittore Pisani y Hans Krahe demostraron que Heródoto se refería en realidad a una tribu iliria establecida en la Península de los Balcanes, y no en el área itálica.
La investigación sobre el material lingüístico ha llevado a la exclusión de una filiación iliria de los vénetos, como propuso ya en los años cuarenta el mismo Krahe. Después de una primera propuesta de ligar la lengua venética a las lenguas itálicas osco-umbras, ganó peso entre los académicos la consideración del venético como parte de la familia de latino-falisca, que incluye también al latín. En este punto, sin embargo, la investigación de la disciplina indoeuropeista todavía está abierta como reconoció, por ejemplo, Francisco Villar.
De esta manera, la investigación moderna se ha encontrado sustancialmente de acuerdo con lo que se había afirmado ya en la historiografía latina: los vénetos compartieron con los latinos un origen común protohistórico, aunque no a través de ese vínculo común con la Antigua Grecia (y, particularmente, con Troya) que postularon los romanos por medio del mito de Antenor. El conjunto indoeuropeo véneto-latino se había formado como un grupo separado en un área de Europa central, probablemente ubicado dentro de las fronteras de la actual Alemania y formaba parte de un vasto continuum indoeuropeo que se extendió por Europa central-oriental desde el comienzo del III milenio.C. Desde allí se movió hacia el sur en el curso del II milenio a. C., probablemente alrededor del siglo XV a. C. : una parte de estas personas, que dio lugar a los latinos, siguió avanzando hasta el actual Lacio; mientras que el grupo que dio origen a los vénetos se asentó en el norte del Golfo de Venecia, y se quedó allí de forma permanente.

#### Características de los asentamientos vénetos
Los emigrantes que llegaron a la zona del Véneto desde el nordeste eran probablemente pequeños grupos de colonos, en lugar de una gran masa de la población. Más allá de las preguntas acerca de su origen, los vénetos tenían una cultura compleja, fundada sobre guerreros expertos y comerciantes. Es probable que los nuevos pobladores se superpusieran a la población nativa del golfo de Venecia, los euganeos preindoeuropeos.

### Apogeo (sigloVIIIa.C. -sigloIIa.C.)
Los vénetos crearon una cultura unitaria y que tuvo su máximo desarrollo entre el siglo siglo VIII a. C. y el siglo II a. C. , una cultura claramente diferente con respecto a las otras de la Italia protohistórica. Las peculiaridades de esta población, presentes en todo el territorio en el que se asentaron, fueron principalmente la producción de bronce y arcilla, las fuertes creencias religiosas, la expresión artística, la agricultura, la armadura y la ropa, la estructura de los núcleos primero protourbano y después urbanos y la cría de ganado.

### Integración en el mundo romano
La región cispadana estaba habitada, en el siglo III a. C. , por poblaciones guerreras, especialmente los galos, que, desde el siglo anterior habían hecho incursiones en la región. Los romanos, enfrentados a los galos, se dirigieron a los vénetos para conseguir su apoyo, puesto que se consideraban emparentados con ellos debido a la leyenda de Antenor. Los romanos y los vénetos establecieron relaciones de amistad y alianza: ya en el 283.C. el Senado romano había hecho un pacto con los vénetos y los galos cenómanos para frenar la invasión gala. Probablemente los contactos se iniciaron antes, ya en el 390 a. C.: cuando los galos senones de Breno ocuparon Roma, tal vez fue precisamente la intervención de los vénetos la que forzó a los senones a pactar con los romanos.
En 225 a. C. los romanos enviaron embajadores a los vénetos y a los galos cenómanos para formar una alianza contra los galos boyos y los insubros, que amenazaban las fronteras romanas. Vénetos y cenómanos se mantuvieron también en el bando romano durante la segunda guerra púnica, mientras que el resto de poblaciones galas se aliaron con Cartago. Al final de la guerra, para asegurar su hegemonía en la Galia Cisalpina, puesto que los galos y los ligures no aceptaban la supremacía romana, Roma inició una verdadera guerra de conquista, también entonces apoyados por los vénetos y los cenómanos. Es probable que en este momento histórico, el pueblo véneto estuviera unido a los romanos a través de amicitia, a diferencia de los Galos que lo hacían por un foedus: este último tipo de enlace se utilizaba principalmente en los estados helenos, y acordaba realmente una neutralidad, que podría convertirse en la alianza solo en casos excepcionales.
Los vénetos no fueron un pueblo belicoso, y no estuvieron involucrados en batallas o guerras importantes. Sin embargo, no estaban aislados, sino que mantuvieron lazos comerciales y culturales con la cercana Etruria y adoptaron ciertas características artístico-sociales de los comerciantes griegos de las colonias. Tuvieron relaciones amistosas con Roma y se apoyaron en ella para alejar la amenaza de una invasión gala: a cambio de protección, permitieron a los romanos asentarse pacíficamente en su territorio y, en última instancia, colonizarlo construyendo carreteras, puentes y pueblos. Por lo tanto, el Véneto no fue conquistada por la fuerza por parte de los romanos, sino que fue incorporado de manera pacífica. Con el tiempo, la cultura véneta se perdió y fue reemplazada y parcialmente asimilada por la cultura romana.

## Sociedad

### Aldeas y hogares
Los vénetos se establecieron primero en pequeñas aldeas, principalmente entre el Adigio y el lago de Garda pero también en las zonas prealpinas de la Valbelluna. En aquel momento la llanura padana estaba cubierta por bosques y humedales. Una de las mayores necrópolis vénetas, perfectamente conservada, se encuentra en Mel, entre Belluno y Feltre. Los centros habitados fueron surgiendo a lo largo de los cursos de agua, en zonas de arena, aprovechando que es muy permeable y se seca rápidamente; además de en las colinas. Las aldeas se componían de unas pocas cabañas de planta rectangular, agrupadas y conectadas unas con otras; cuando el pueblo crecía, se construían casas con más habitaciones y con partes privadas dedicadas a actividades artesanas.
Las casas estaban formadas por muros con un esqueleto de madera que generalmente era cubierto con arcilla, mientras que la base era de piedra para reducir la humedad. Los pisos eran de barro batido, mientras que el techo era de paja. El corazón de las casas era la hoguera, que estaba hecha de una base de arcilla en la que se colocaban fragmentos de cerámica y piedras para que conservaran el calor, actuando como aislantes. A su alrededor se reunía la familia. Los principales centros también tuvieron puertos: no solo los que se encontraban a largo de la costa, sino también por los que pasaban ríos con suficiente caudal. En el último caso, era excavada a una red de canales que permitía el atraque de los barcos. Las viviendas en las zonas montañosas eran diferentes de las que se construían en las llanuras o en las colinas: se trataba de casas semienterradas, con cimientos de piedra y muros de madera, expuestas preferentemente hacia el sur, con el fin de recibir la mayor cantidad posible de luz y calor.
Alrededor de los principales centros, los vénetos desarrollaron un proceso de deforestación y se organizaron en ciudades cada vez más grandes, especialmente a lo largo de los ríos Adigio, Brenta y Piave. Las principales ciudades fueron Este, Altino, Padua, Montebelluna, Oppeano y Gazzo Veronese.

### Comercio y mercados
Tuvieron fuertes contactos con el mundo griego, tanto directos como mediados por los pueblos de la Italia meridional; con Etruria y con las poblaciones próximas de oriente. De Etruria y Grecia llegaban bronces refinados; del Cáucaso perlas decoradas con pasta vítrea y de Egipto colgantes de loza. También tuvieron contactos con marineros procedentes de las costas más lejanas del Mediterráneo, que llevaban objetos en cerámica (daunia, jónica y ática con figuras negras y rojas) con ricas decoraciones.

### Ropa
A partir de los hallazgos arqueológicos, en los que hay una abundancia de representaciones de sacerdotes, jefes y nobles, podemos inferir que los vénetos llevaban grandes mantos de lana pesada, que descansaban en sus hombros. Bajo el manto, mujeres y hombres vestían una túnica de tela más ligera que el manto, con mangas que podían ser largas o cortas, similares a las usados por romanos y etruscos. Para las mujeres, la túnica se sostenía con un cinturón (aunque también era utilizado por los hombres y los niños), a partir del cual, en la parte inferior, se formaban pliegues. En algunos casos se ponían encima delantales. Las mujeres también llevaban, sobre la cabeza o sobre los hombros, un mantón o capa, similar a la utilizada en el Véneto (principalmente en Venecia y en la montaña) hasta el siglo XX. Los vénetos también llevaban sombreros de ala ancha y levantados por los bordes, que eran signos de distinción, además de botas, utilizadas principalmente para cabalgar, y calzados en punta. A partir de las imágenes que nos han llegado podemos deducir que era una costumbre que los hombres se afeitaran la cabeza.
Han llegado hasta nosotros numerosos adornos de vestir, tales como broches, colgantes, broches, collares, pulseras y pendientes, fabricados también con materiales preciosos como oro, plata, coral, ámbar y perlas.

### Armas
Inicialmente, los guerreros llevaban escudos redondos similares a los de la hoplitas griegos, yelmos con protección baja y con cresta, y eran representados a menudo con una lanza de punta larga. Posteriormente se difundieron grandes espadas, escudos con forma de óvalo y cascos similares a los utilizados por los galos.

## Lengua

Lenguas itálicas en la Edad del Hierro, el venético en el noreste de Italia corresponde al área IE1 del mapa.

No confundir con el moderno Idioma véneto, lengua romance.
La lengua de los vénetos era el venético, un idioma indoeuropeo independiente, que está testimoniado en inscripciones que datan desde el siglo VI a. C. hasta el siglo I a. C., redactadas primero en alfabeto etrusco y, posteriormente, en alfabeto latino (ambos derivados del alfabeto griego). Aunque su clasificación es incierta, comparte varias similitudes fonéticas y morfológicas con el latín, hasta el punto de que se ha planteado la hipótesis de que exista un parentesco genético entre ambos idiomas, que habrían llegado a Italia durante el mismo movimiento migratorio de poblaciones indoeuropeas de Europa central o centro-oriental. La introducción de la escritura en alfabeto etrusco septentrional se puede ubicar sobre el 600 a. C.

## Religión
No se poseen muchos registros escritos sobre la religión de los vénetos, pero se han encontrado muchos de los lugares de culto, necrópolis , y material religioso. Los lugares de culto no eran casi nunca edificios cerrados, sino que los ritos se llevaban a cabo, por lo general, en bosques sagrados, en lugares libres de vegetación y rodeados de grandes árboles. En el interior se desarrollaban procesiones con cantos y danzas sagradas y, en pequeños edículos de madera, se ubicaban símbolos sagrados.[cita requerida] La cantidad de lugares de culto hace suponer la existencia de una clase sacerdotal, cuyo deber era encender los fuegos sagrados y realizar los sacrificios de animales, así como la escritura, que constituía un privilegio de pocos.[cita requerida]
En las necrópolis vénetas, se pueden distinguir los regalos modestos de las clases menos pudientes y los de los más ricos, que eran almacenados junto con los restos mortales como ajuar funerario. El cuerpo del fallecido era incinerado y las cenizas colocadas en urnas especiales. Durante el entierro se ofrecían a los dioses, alimentos y bebidas: es decir, se practicaba,el ritual de los banquetes funerarios. Se tiene consciencia de la presencia de culto a los elementos naturales, y en particular al agua medicinal (o, al menos, considerada como tal), a través de la que la divinidad intervenía haciendo recobrar la salud: la ceremonia incluía la petición de curación del paciente, una procesión y a continuación había ofrendas a algún ídolo.
En Este se ha encontrado una lámina que ha facilitado el nombre de una deidad: Reitia, diosa de la curación y de la naturaleza, protectora de los nacimientos y diosa de la fertilidad. Es representado con la ropa típica véneta y con la llave para abrir la puerta del más allá. Además, en los territorios habitados por los vénetos se han encontrado muchas sortes, tablillas hechas con huesos de los animales con inscripciones, arrojados por los adivinos para conocer auspicios. Algunos ejemplos de estas tablillas se han encontrado en Magrè di Schio, en Asolo y en el Monte Summano, en la provincia de Vicenza.

## Arte

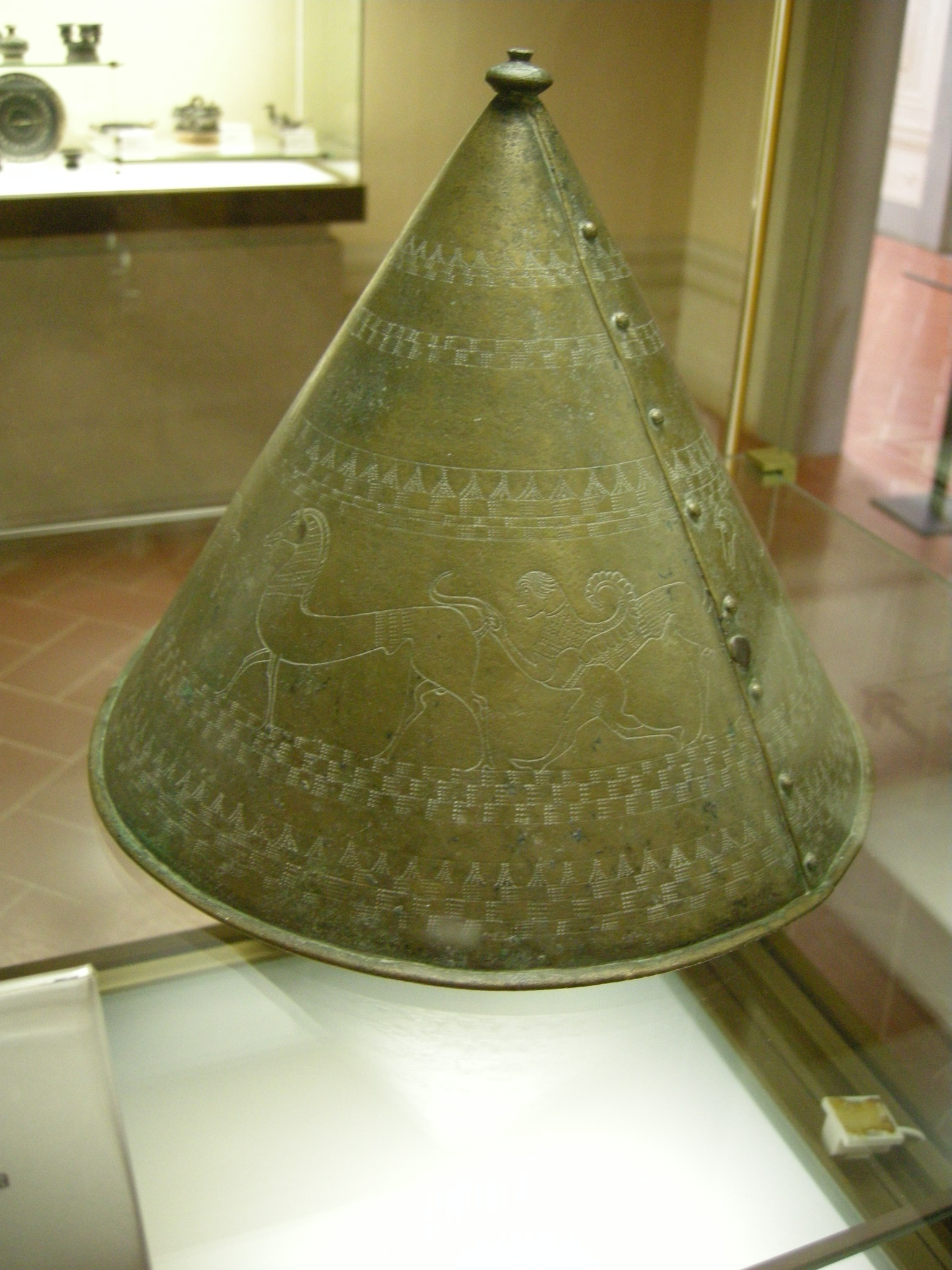
Yelmo véneto de Oppeano (siglo V a.C.). Florencia, Museo arqueológico nacional

. Los vénetos eran especialistas en el arte de las sítulas, que se hacían elaborando láminas de bronce que se modelaban. Con dicho material realizaron también jarrones, tapas, cinturones, y vainas de dagas y espadas. Las láminas se trabajaban golpeándolas por la parte posterior, de tal forma que el diseño se elevara en el lado contrario, creando un bajorrelieve.
Con los vénetos se pasó por primera vez de la representación geométrica a las figuras naturales y humanas, como se puede ver en el importante sítula Benvenuti. Esta vasija, de la que falta la parte inferior que terminaba en una base que se iba estrechando para, finalmente, hacerse de nuevo más ancha; formaba parte del ajuar funerario de una tumba femenina, descubierta en la necrópolis de Benvenuti. Es el primer y más importante ejemplo de una sítula con representaciones humanas. Son visibles las tres bandas en las que están representadas hombres, actividades humanas (guerra, carreras y comercio) y figuras mitológicas. Tanto las sítulas, como los cinturones, yelmos y láminas presentan en la superficie motivos decorativos relacionados con la vida cotidiana, como el comercio, las actividades agrícolas, los rituales y la guerra, junto con animales fantásticos de origen oriental.
Por lo que se refiere a la forma, los únicos precedentes de las sítulas vénetas son manufacturas orientales y centroeuropeas. En cambio, por lo que respecta a los sujetos representados, el único precedente es el tintinnabulum de la Tumba de oro de Bolonia, del siglo VII a. C.  Este arte nació probablemente en el área véneta, donde se desarrolló durante siglos, pasando de formas más naturales a formas más artificiales, en un sentido "barroco". Los ejemplos más recientes que se conocen hasta la fecha son las láminas de moneda.
El caballo, llamado Ekvo por los antiguos vénetos, animal-tótem de la protohistoria de Europa, jugó en su cultura un papel de primer orden. Estos animales fueron criados por su valor económico y como símbolo de predominio aristocrático y militar. Los caballos de los vénetos fueron conocidos por su habilidad en la carrera y a menudo eran representados en los ex-voto, en las áreas que más sagradas. Existen cientos de estatuillas de bronce en forma de caballo o jinete a caballo, de los lugares de culto de la región de Véneto. Los caballos gozaban también de espacios de sepultura reservados en las necrópolis. El caballo aparecía en diversos productos vénetos como imagen simbólica o elemento decorativo, así como en algunas sepulturas, como la del Piovego, datada entre el siglo VI y siglo V a. C., junto con el hombre al que había cuidado de la vida.